# Dzama
Dzama (georgiska: ძამა) är ett vattendrag i Georgien. Det ligger i den centrala delen av landet, 90 km väster om huvudstaden Tbilisi.